# Lasiobelba rubida
Lasiobelba rubida är en kvalsterart som först beskrevs av Wallwork 1977.  Lasiobelba rubida ingår i släktet Lasiobelba och familjen Oppiidae. Inga underarter finns listade i Catalogue of Life.